# Wybory generalne w Argentynie w 2003 roku

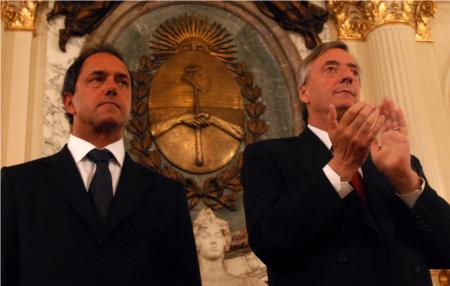
Zwycięzcy wyborów prezydenckich – prezydent Néstor Kirchner (po prawej) oraz wiceprezydent Daniel Scioli

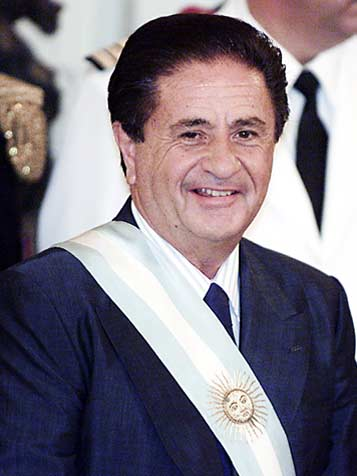
Eduardo Duhalde – ustępujący prezydent

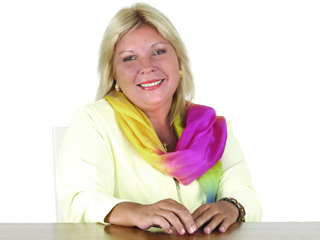
Elisa Carrió

Wybory parlamentarne i prezydenckie przeprowadzone w 2003 roku w Argentynie były najdłuższymi w historii. Pierwsza tura głównego głosowania mającego wyłonić prezydenta odbyła się w całym kraju 27 kwietnia, jednak tradycyjne odnowienie połowy składu Izby Deputowanych (łącznie 130 mandatów na kadencję 2003–2007) oraz jednej trzeciej składu Senatu (24 mandaty na kadencję 2003–2009) trwało od kwietnia do listopada, gdyż w różnych prowincjach wybory zostały zwołane w odmiennych terminach.
Były to pierwsze wybory po głębokim kryzysie gospodarczym z lat 2001–2002, przeprowadzane w warunkach znacznej fragmentaryzacji sceny partyjnej, na której zasadniczo wyróżnić można było aż pięć partii głównych oraz kilkanaście mniejszych ugrupowań. Jednocześnie stopniowe wychodzenie z kryzysu odzwierciedlone zostało w nieco lepszych nastrojach wyborczych społeczeństwa, które objawiły się m.in. w wyraźnie mniejszym, w porównaniu z rekordowymi pod tym względem wyborami w 2001, oddawaniu nieważnych głosów w charakterze protestu przeciw klasie politycznej.

## Wyniki wyborów prezydenckich
O obliczu wyborów zdecydował fakt, iż po raz pierwszy od czasu powrotu do ustroju demokratycznego w 1983 Partia Justycjalistyczna nie zdołała uzgodnić jednego kandydata na urząd prezydenta. W wyborach wystartowało trzech peronistów: centroprawicowy były prezydent Carlos Menem, centrolewicowy gubernator prowincji Santa Cruz Néstor Kirchner oraz gubernator prowincji San Luis Adolfo Rodríguez Saá. Żaden z nich nie uzyskał statusu oficjalnego kandydata partii, niemniej jednak prezydent Eduardo Duhalde 15 stycznia 2003 publicznie poparł Kirchnera.
Wybory przebiegały w specyficznej atmosferze dla partii UCR. Po związanym z kłopotami gospodarczymi kryzysie politycznym, który doprowadził do ustąpienia prezydenta Fernando de la Rúa, poparcie dla partii spadło do najniższego poziomu w historii. Dwoje wpływowych członków UCR zdecydowało o powołaniu nowych ugrupowań politycznych: deputowana Elisa Carrió założyła centrolewicową partię ARI, ekonomista Ricardo López Murphy powołał zaś do życia partię Recrear para el Crecimiento (Odtworzenie na rzecz Wzrostu).
Wszyscy opisani wyżej politycy otrzymywali bardzo zbliżone poparcie w sondażach przedwyborczych, które znalazły odzwierciedlenie w wynikach pierwszej tury. Głosowanie z 27 kwietnia wygrał nieznacznie Menem, przed Kirchnerem. Obaj kandydaci weszli do drugiej tury, zaplanowanej na 18 maja. W obliczu sondaży przedwyborczych, które dawały Kirchnerowi przygniatające zwycięstwo, Menem wycofał 14 maja swą kandydaturę z wyborów. Zgodnie z argentyńskim ustawodawstwem druga tura została wówczas anulowana, a zwycięzcą z otrzymanym poparciem na poziomie zaledwie 22% ogłoszony został Kirchner.
Wyniki wyborów, w których różnica pomiędzy zwycięzcą a piątym w kolejności kandydatem wynosiła około dziesięciu punktów procentowych, potwierdziły dużą fragmentaryzację ówczesnej argentyńskiej sceny politycznej. Rezultat głosowanie świadczył ponadto o tym, iż Elisa Carrió i Ricardo López Murphy przejęli w wyborach prezydenckich niemal cały elektorat radykalistów (oficjalni kandydaci UCR zdobyli zaledwie nieco ponad 2% głosów). Wyniki takie były bardzo złą prognozą dla UCR – partii o ponad stuletniej historii, której przedstawiciele siedmiokrotnie stawali się prezydentami Argentyny.
| Rezultaty wyborów prezydenckich |                                               |                                     |                                             |                          |                          |
| Partia | Partia                                        | Kandydaci (Prezydent-Wiceprezydent) | Kandydaci (Prezydent-Wiceprezydent)         | 1 tura: 27 kwietnia 2003 | 1 tura: 27 kwietnia 2003 |
| Partia | Partia                                        | Kandydaci (Prezydent-Wiceprezydent) | Kandydaci (Prezydent-Wiceprezydent)         | Uzyskane głosy           | %                        |
| | Alianza Frente por la Lealtad – UCeDé         |                                     | Carlos Saúl Menem Juan Carlos Romero        | 4.740.907                | 24,45                    |
| | Front na rzecz Zwycięstwa                     |                                     | Néstor Kirchner Daniel Scioli               | 4.312.517                | 22,24                    |
| | Recrear para el Crecimiento                   |                                     | Ricardo López Murphy Ricardo Gómez Diez     | 3.173.475                | 16,37                    |
| | Frente Movimiento Popular Unión y Libertad    |                                     | Adolfo Rodriguez Saá Melchor Posse          | 2.735.829                | 14,11                    |
| | Afirmación para una República Igualitaria     |                                     | Elisa Carrió Gustavo Gutiérrez              | 2.723.574                | 14,05                    |
| | Unión Cívica Radical                          |                                     | Leopoldo Moreau Mario Losada                | 453.360                  | 2,34                     |
| | Alianza Izquierda Unida                       |                                     | Patricia Walsh Marcelo Parrilli             | 332.863                  | 1,72                     |
| | Partido Socialista                            |                                     | Alfredo Bravo Rubén Giustiniani             | 217.385                  | 1,12                     |
| | Partido Obrero                                |                                     | Jorge Altamira Eduardo Salas                | 139.399                  | 0.72                     |
| | Confederación para que se Vayan Todos         |                                     | Enrique Venturino Pinto Kramer              | 129.764                  | 0,67                     |
| | Partido Humanista                             |                                     | Guillermo Sullings Liliana Beatriz Ambrosio | 105.702                  | 0,55                     |
| | Tiempo de Cambios-Unión Popular               |                                     | José Carlos Arcagni Marcelo Daniel Zenof    | 63.449                   | 0,33                     |
| | Partido Socialista Auténtico                  |                                     | Mario Mazziteli Adrián Camps                | 50.239                   | 0,26                     |
| | Movimiento de Integración y Desarrollo        |                                     | Carlos Zaffore Fabiana Perie                | 47.951                   | 0,25                     |
| | Partido Demócrata Cristiano                   |                                     | Manuel Herrera Eduardo Cúneo                | 47.750                   | 0,25                     |
| | Partido Popular de la Reconstrucción          |                                     | Gustavo Breide Obeid Ramiro Vasena          | 42.460                   | 0,22                     |
| | Unidos o Dominados                            |                                     | Juan Mussa Roberto Suárez                   | 39.505                   | 0,22                     |
| | Movimiento por la Dignidad y la Independencia |                                     | Ricardo Terán José Bonacci                  | 31.766                   | 0,16                     |
| Wszystkich głosów ważnych | Wszystkich głosów ważnych                     | Wszystkich głosów ważnych           | Wszystkich głosów ważnych                   | 19.387.895               | 100                      |
| Źródło: Elecciones Nacionales 27 de Abril de 2003. Direccion Nacional Electoral. [dostęp 2014-03-10]. [zarchiwizowane z tego adresu (2007-12-14)]. (hiszp.). |                                               |                                     |                                             |                          |                          |

## Wybory parlamentarne

### Termin wyborów
Wybory parlamentarne odbyły się w następujących dniach:
- 27 kwietnia: La Rioja, Santiago del Estero;
- 24 sierpnia: Buenos Aires;
- 31 sierpnia: Río Negro;
- 7 września: Santa Fe;
- 14 września: Buenos Aires, Chaco, Jujuy, Santa Cruz;
- 28 września: Misiones, Neuquén;
- 5 października: Cordoba, San Juan;
- 19 października: Formosa;
- 26 października: Catamarca, La Pampa, Mendoza, Tucumán;
- 9 listopada: Chubut;
- 16 listopada: Salta;
- 23 listopada: Corrientes, Entre Ríos, Ziemia Ognista, San Luis.

We wszystkich regionach odbyły się w podanych terminach wybory deputowanych izby niższej. Skład izby wyższej odnawiany był jednocześnie jedynie w prowincjach Catamarca, Chubut, Cordoba, Corrientes, La Pampa, Mendoza, Santa Fé oraz Tucumán.

### Wyniki
130 mandatów w Izbie Deputowanych obsadzone zostało przez następujące siły polityczne:
| Prowincja           | UCR | PJ | ARI | Inne |
| ------------------- | --- | -- | --- | ---- |
| Buenos Aires        | 4   | 19 | 4   | 8    |
| Buenos Aires        | –   | 3  | –   | 9    |
| Catamarca           | 1   | 1  | –   | –    |
| Chaco               | 2   | 1  | –   | –    |
| Chubut              | 1   | 2  | –   | –    |
| Córdoba             | 2   | 4  | –   | 3    |
| Corrientes          | 1   | 1  | –   | 2    |
| Entre Ríos          | 1   | 2  | 1   | –    |
| Formosa             | –   | 3  | –   | –    |
| Jujuy               | 1   | 2  | –   | –    |
| La Pampa            | 1   | 1  | –   | –    |
| La Rioja            | 1   | 2  | –   | –    |
| Mendoza             | 3   | 2  | –   | –    |
| Misiones            | –   | 3  | –   | 1    |
| Neuquén             | –   | –  | –   | 2    |
| Río Negro           | 2   | 1  | –   | –    |
| Salta               | –   | 3  | –   | 1    |
| San Juan            | –   | 2  | –   | 1    |
| San Luis            | –   | 2  | –   | –    |
| Santa Cruz          | –   | 2  | –   | –    |
| Santa Fe            | 2   | 6  | 1   | 1    |
| Santiago del Estero | –   | 2  | –   | 2    |
| Tierra del Fuego    | 1   | 1  | 1   | –    |
| Tucumán             | –   | 2  | –   | 3    |
| Razem               | 23  | 67 | 7   | 33   |
| Źródło:             |     |    |     |      |

24 mandaty w Senacie zostały rozdzielone między następujące ugrupowania:
| Prowincja  | UCR | PJ | Inne | Razem |
| ---------- | --- | -- | ---- | ----- |
| Catamarca  | 2   | 1  |      | 3     |
| Chubut     | 1   | 2  |      | 3     |
| Córdoba    |     | 2  | 1    | 3     |
| Corrientes | 1   | 1  | 1    | 3     |
| La Pampa   | 1   | 2  |      | 3     |
| Mendoza    | 1   | 2  |      | 3     |
| Santa Fe   |     | 2  | 1    | 3     |
| Tucumán    |     | 1  | 2    | 3     |
| Razem      | 6   | 14 | 4    | 24    |
| Źródło:    |     |    |      |       |